# Justus z Jerozolimy
Justus z Jerozolimy – trzeci biskup Jerozolimy; sprawował urząd w latach 107–111.